# HILOSHI

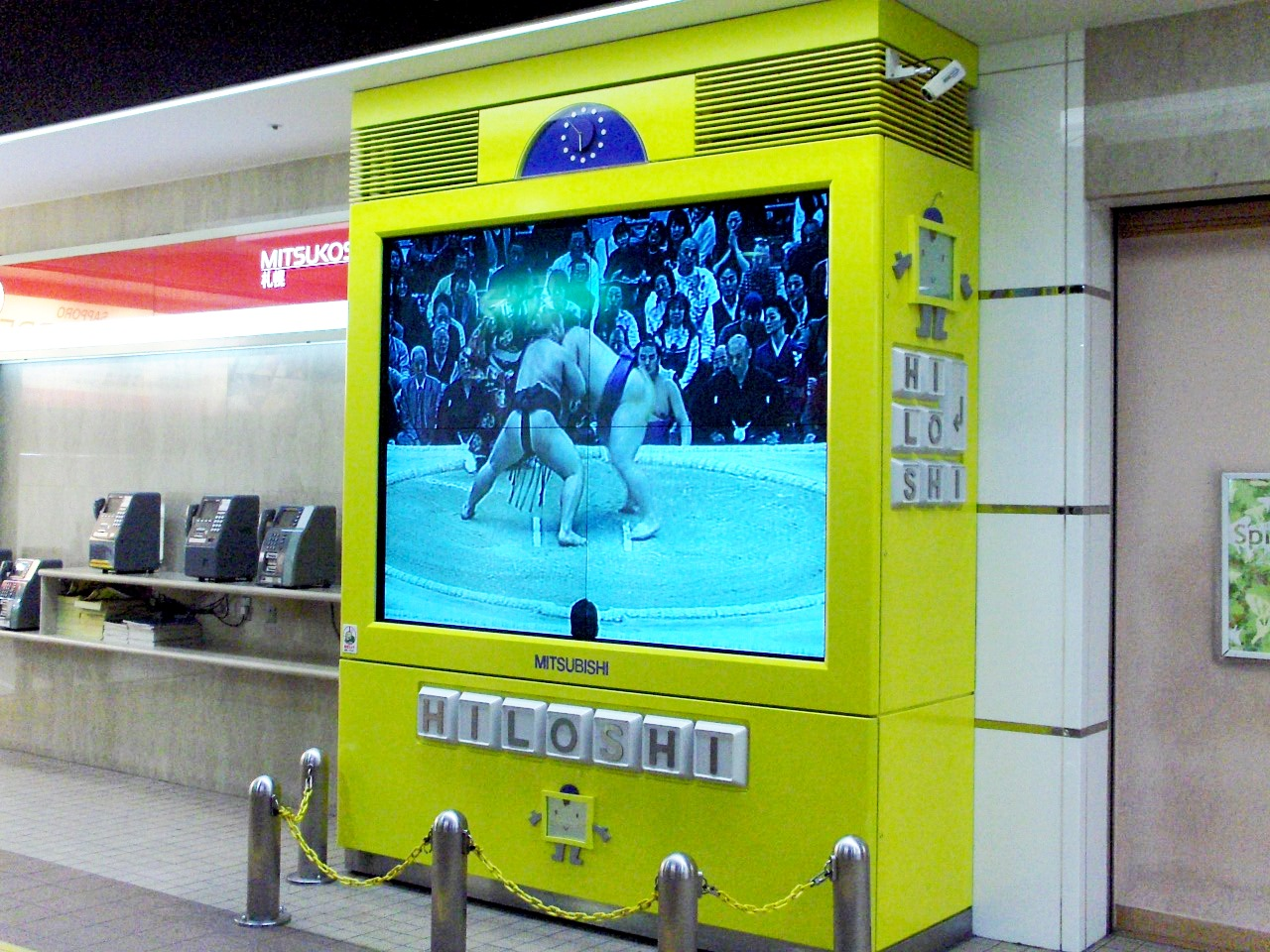
旧デザイン（2007年）

HILOSHI（ヒロシ）は、北海道札幌市、札幌地下街ポールタウン入口に設置されているデジタルサイネージ。黄色い色が特徴で、札幌市内の待ち合わせ場所として多くの人に知られている。所在地は北海道札幌市中央区南1条西3丁目、地下街三越前広場、管理・運営は札幌都市開発公社。

## 沿革・概要
1991年にHILOSHIの前身となる広告電光掲示板が設置され、その後1994年4月にひらがな表記の「ひろし」の愛称で大型広告ビジョンを設置。この名称は当時管理していた株式会社ラ・ウィルが人々に親しまれるようにと名付けたという。2000年4月に改装が行われ、ひらがなの「ひろし」からローマ字の「HILOSHI」へと生まれ変わった。このローマ字名は公式サイト上にて、「人間くさい発想で（Human Idea）、地域の声や目を大切にし（LOcality）、市民の一人として参加していたい（Citizen SHIp） 」メディア、というコンセプトからその頭文字をとったとしている。
管理会社のラ・ウィルは、JMBA（日本大型ビジョン事業者協議会）に加盟しており、大画面を生かして様々な番組を放送。2000年のリニューアル後には黄色を基調色に監視カメラが取り付けられているほか、上部に小さな時計、正面と側面にキーボードを模したローマ字「HILOSHI」の文字とキャラクター、製造元である「MITSUBISHI」の文字、そして前面に広がる広場の柱には腰掛けがついており、毎日多くの人が待ち合わせなどに利用しているため混み合っている。特に若い世代の市民をはじめとして「ヒロシ前」や「ヒロ前」などと呼ばれ、市内でも有数の待ち合わせスポットとなっている。
CMや特別番組などを主に配信し、2003年の11月14日には、この画面上で放映した北海道コカ・コーラボトリング社のCM、ジョージア・ロイヤルブレンド・「登場」篇が、第5回大型ビジョンCM大賞に選出された。そのほか、ホクレン農業協同組合連合会らによる、きたやさい「お披露目」篇のCMも審査員特別賞を受賞した。この時の大型ビジョンCM大賞に選ばれた大型ビジョンCMは全部で3作品で、このうちの2作品がHILOSHI放映によるCM作品となった。
その他、2005年8月には大画面で第87回全国高等学校野球選手権大会の模様を放映。決勝戦となった8月20日の駒澤大学附属苫小牧高等学校と京都外大西高等学校との試合には、大勢の観客が訪れた。また、2006年10月に日本中央競馬会が主催するG1のレースを中継で放映した。
2017年にはラ・ウィルからさっぽろ地下街を運営する札幌都市開発公社に移管され、リニューアル工事を行い画面の大型化を図り、旧型と同じく黄色を基調に7つのパネルによるHILOSHIのロゴが据えられたものの、オリジナルキャラクターは外され地下街のポイントサービス「さっぽろ地下街POINT CLUB」のキャラクター「ちかぴぃ」のイラストが描かれる形となり画面上のアナログ時計も撤去された。

## データ
2017年からのHILOSHIの画面はピーディーシー製の2.6mmピッチの縦2m・横3.5mの158インチLED画面で、一回におけるCMプログラムの基本的な放映時間は15秒間・一日15分サイクルの40回であり、全体の放映時間は午前7:00から午後9:00までの14時間である。
2000年のリニューアル時には三菱電機株式会社製の4面マルチビジョンの100インチとなっており仕様はフルカラーのDLP方式、10bitフルデジタルである。JMBAのデータによると、大きさは2032×1524mmとした。その後2010年には46型液晶ディスプレイ9台を連ねた138インチの9面マルチビジョンに更新された。
午前10時から午後7時までの時間は、定時制プログラムとして15分間ほどニュースや天気予報なども放映。午後5時から6時の間には、選挙や国会中継などの特別プログラムを放映する時間枠を設けている。目安の利用金額として、1日40回・15分サイクルの15秒CMを1週間放映する場合、約15万円の価格設定である。ほかに2週間、1か月、3か月、6か月、1年間の料金・利用プランがある。
住所は北海道札幌市中央区南1条西3丁目であり、さっぽろ地下街のポールタウン入口と、札幌三越地下2階を地下街へ出た所の広場が交差する場所に位置している。札幌市営地下鉄からは南北線の大通駅が最も近い。近隣には札幌三越デパートのほか、札幌パルコ、4丁目プラザなどが位置しており、どちらもHILOSHI前を通って、そのまま地下街ポールタウンにある入口から入店することが可能である。
札幌市都市開発公社への移管前には2000年の改装時に同名のキャラクターが制定されており、大画面と同じく黄色く四角い顔に青色の頭頂部とアンテナらしきもの、そして手足がついているのが特徴。更に同じデザインでリボンをつけた女性キャラクターやペットらしき動物もいる。名称がローマ字に変わったのも変更したこのキャラクターのデザインにマッチするようにと提案されたことが一つの要因であったという。公式サイトではこのHILOSHIにメールを送ることができるほか、壁紙の配信も行われた。公式サイトは、2004年11月1日にリニューアルされており、デザインを担当したのはデザイナーのタケウエトモコである。